# Berbinzana
Berbinzana là một đô thị trong tỉnh và cộng đồng tự trị Navarre, Tây Ban Nha. Đô thị này có diện tích là 13,14 ki-lô-mét vuông, dân số năm 2007 là 692 người. 

## Dân số
| Biến động dân số theo thơì gian                          | Biến động dân số theo thơì gian | Biến động dân số theo thơì gian | Biến động dân số theo thơì gian | Biến động dân số theo thơì gian | Biến động dân số theo thơì gian | Biến động dân số theo thơì gian | Biến động dân số theo thơì gian | Biến động dân số theo thơì gian | Biến động dân số theo thơì gian | Biến động dân số theo thơì gian |
| 1996                                                     | 1998                            | 1999                            | 2000                            | 2001                            | 2002                            | 2003                            | 2004                            | 2005                            | 2006                            | 2007                            |
| -------------------------------------------------------- | ------------------------------- | ------------------------------- | ------------------------------- | ------------------------------- | ------------------------------- | ------------------------------- | ------------------------------- | ------------------------------- | ------------------------------- | ------------------------------- |
| 714                                                      | 720                             | 720                             | 720                             | 729                             | 735                             | 735                             | 730                             | 715                             | 717                             | 692                             |
| Nguồn: Berbinzana et instituto de estadística de navarra |                                 |                                 |                                 |                                 |                                 |                                 |                                 |                                 |                                 |                                 |